# Empire Awards 2013
La 18ª edizione degli Empire Awards o 18ª edizione degli Jameson Empire Awards, organizzata dalla rivista cinematografica inglese Empire, si è svolta il 24 marzo 2013 al  Grosvenor House Hotel di Londra, ed ha premiato i film che sono usciti nel 2012.
I vincitori e i candidati vengono votati dai lettori della rivista Empire.
Un programma speciale sui premi è stato trasmesso il 30 marzo 2013 su Sky Movies nel Regno Unito ed in Irlanda.

## Vincitori e candidati
Di seguito è riportato un elenco completo dei candidati. I vincitori sono evidenziati in grassetto.
 Miglior film 
- Skyfall, regia di Sam Mendes
- Django Unchained, regia di Quentin Tarantino
- Lo Hobbit - Un viaggio inaspettato (The Hobbit: An Unexpected Journey), regia di Peter Jackson
- Il cavaliere oscuro - Il ritorno (The Dark Knight Rises), regia di Christopher Nolan
- The Avengers, regia di Joss Whedon

 Miglior film britannico 
- Killer in viaggio (Sightseers), regia di Ben Wheatley
- Dredd - Il giudice dell'apocalisse (Dredd), regia di Pete Travis
- The Woman in Black, regia di James Watkins
- Les Misérables, regia di Tom Hooper
- Skyfall, regia di Sam Mendes

 Miglior attore 
- Martin Freeman — Lo Hobbit - Un viaggio inaspettato (The Hobbit: An Unexpected Journey)
- Christoph Waltz — Django Unchained
- Daniel Day-Lewis — Lincoln
- Daniel Craig — Skyfall
- Robert Downey Jr. — The Avengers

 Miglior attrice 
- Jennifer Lawrence — Hunger Games (The Hunger Games)
- Anne Hathaway — Il cavaliere oscuro - Il ritorno (The Dark Knight Rises)
- Judi Dench —  Skyfall
- Jessica Chastain — Zero Dark Thirty
- Naomi Watts — The Impossible

 Miglior regista 
- Sam Mendes – Skyfall
- Joss Whedon – The Avengers
- Christopher Nolan – Il cavaliere oscuro - Il ritorno (The Dark Knight Rises)
- Quentin Tarantino – Django Unchained
- Peter Jackson – Lo Hobbit - Un viaggio inaspettato  (The Hobbit: An Unexpected Journey)

 Miglior debutto maschile 
- Tom Holland – The Impossible
- Domhnall Gleeson – Anna Karenina
- Suraj Sharma –  Vita di Pi (Life of Pi)
- Rafe Spall – Vita di Pi (Life of Pi)
- Steve Oram – Killer in viaggio (Sightseers)

 Miglior debutto femminile 
- Samantha Barks – Les Misérables
- Alicia Vikander – Anna Karenina
- Quvenzhané Wallis –  Re della terra selvaggia (Beasts of the Southern Wild)
- Alice Lowe – Killer in viaggio (Sightseers)
- Holliday Grainger – Grandi speranze (Great Expectations)

 Miglior thriller 
- Headhunters - Il cacciatore di teste (Hodejegerne), regia di Morten Tyldum
- Skyfall, regia di Sam Mendes
- Argo, regia di Ben Affleck
- The Raid - Redenzione (Serbuan maut), regia di Gareth Evans
- Zero Dark Thirty, regia di Kathryn Bigelow

 Miglior horror 
- The Woman in Black, regia di James Watkins
- Killer in viaggio (Sightseers), regia di Ben Wheatley
- Sinister, regia di Scott Derrickson
- Dark Shadows, regia di Tim Burton
- Quella casa nel bosco (The Cabin in the Woods), regia di Drew Goddard

 Miglior sci-fi/fantasy 
- Lo Hobbit - Un viaggio inaspettato  (The Hobbit: An Unexpected Journey), regia di Peter Jackson
- Looper, regia di Rian Johnson
- The Avengers, regia di Joss Whedon
- Prometheus, regia di Ridley Scott
- Dredd - Il giudice dell'apocalisse (Dredd), regia di Pete Travis

 Miglior commedia 
- Ted, regia di Seth MacFarlane
- Moonrise Kingdom - Una fuga d'amore (Moonrise Kingdom), regia di Wes Anderson
- 21 Jump Street, regia di Phil Lord e Christopher Miller
- Il lato positivo - Silver Linings Playbook (Silver Linings Playbook), regia di David O. Russell
- Pirati! Briganti da strapazzo  (The Pirates! In an Adventure with Scientists), regia di Peter Lord

 Miglior uso del 3D 
- Dredd - Il giudice dell'apocalisse  (Dredd)
- Vita di Pi
- Lo Hobbit - Un viaggio inaspettato
- The Avengers
- Prometheus

 Fatto in 60 secondi 
- Philip Askins per la sua ricreazione in cartone animato lungo un minuto di Blade Runner.[10]

## Premi onorari
- Empire Hero Award: Daniel Radcliffe[11]
- Inspiration Award: Sam Mendes[12]
- Empire Legend Award: Helen Mirren[13]
- Outstanding Contribution Award: Danny Boyle